# Watney Cup
Watney Cup (također i pod nazivom Watney Mann Invitation Cup) je bilo nogometno kup natjecanje u Engleskoj između 1970. i 1973. godine.

## O natjecanju
Natjecanje je igrano prije početka ligaške sezone, a u njemu je sudjelovalo osam klubova, po dva kluba s najviše postignutih pogodaka u svakoj od četiri divizije (ranga) Football League - Division One, Division Two, Division Three i Division Four u prethodnoj sezoni. Ako je klub koji je zadovoljavao ove kriterije ostvario plasman u europska natjecanja ili u viši rang lige, njega bi zamijenio idući klub s ljestvice odgovarajuće divizije. 

Watney Cup je igran kao kup na jednu utakmicu, te za razliku od ostalih engleskih nogometnih kupova u to vrijeme, u slučaju neodlučenog rezultata, nije igrana nova utakmica, nego su igrani produžeci te dalje u slučaju neodlučenog rezultata jedanaesterci. Završna utakmica je igrana na terenu jednog od finalista.

Watney Cup je bilo prvo nogometno natjecanje u Engleskoj koje je nosilo naziv po sponzoru - pivovari Watney Mann, te je također prvo klupsko natjecanje u Engleskoj koje je uživo prenošeno na televiziji.

## Završnice
| sezona | mjesto završnice                | pobjednik                   | rezultat       | poraženi                       |
| ------ | ------------------------------- | --------------------------- | -------------- | ------------------------------ |
| 1970.  | Derby, Baseball Ground          | Derby County                | 4:1            | Manchester United              |
| 1971.  | West Bromwich, The Hawthorns    | Colchester United           | 4:4 (4:3 11 m) | West Bromwich Albion           |
| 1972.  | Bristol, Eastville Stadium      | Bristol Rovers              | 0:0 (7:6 11 m) | Sheffield United               |
| 1973.  | Stoke-on-Trent, Victoria Ground | Stoke City (Stoke-on-Trent) | 2:0            | Hull City (Kingston upon Hull) |

## Poveznice
- Mercantile Credit Centenary Trophy
- Football League Super Cup
- Drybrough Cup, slično natjecanje u Škotskoj